# Danuhepa
Danuhepa (1330 a.C. circa – dopo il 1265 a.C.) è stata una regina regnante dell'Impero hittita, vissuta tra gli ultimi anni del XIV e il XIII secolo a.C..
Di origini hurrite, divenne la moglie e Regina Regnante del re Muršili II (in carica dal 1321 al 1295) negli ultimi anni della vita del sovrano che, persa per cause non chiarite la moglie Gassulawiya nel 1312, si sposò per la seconda volta.
È uno dei personaggi più enigmatici ed irrisolti della lunga epopea ittita.

## Una enigmatica Regina
Di questa regina ci sono giunti un numero impressionante di sigilli, la troviamo citata in svariate orazioni ma abbiamo ben poche notizie certe; il suo sigillo personale (caratteristica delle Regine ittite) è associato a tre generazioni di sovrani: a Muršili II, al figlio Muwatalli II ed al nipote Urhi-Teshub che ascenderà al trono con il nome di Muršili III, complicando il compito degli studiosi nel ricostruire la vita di questa affascinante figura.
Gli storici sono divisi e propongono anche diverse interpretazioni; c'è chi ritiene che le Danuhepa possano essere state due, e consecutive: una sposata a Mursili II, ed una a suo figlio Muwatalli, rimasta poi in carica anche sotto il regno di Mursili III; altri studiosi avanzano l'ipotesi che sia solo una sposata però proprio a Muwatalli, e che l'intera batteria di sigilli rinvenuti associata al nome "Mursili" si riferisca a Mursili III, e che pertanto non vi sia stata alcuna Danuhepa sposata a Mursili II.
Ma come ha argomentato Bryce i sigilli che associano il nome Mursili a quello di Danuhepa hanno due stili completamente differenti, ed uno di questi è assai simile a quelli che associano la regina al nome di Urhi-Teshub; inoltre una batteria di sigilli porta il suffisso "-li" finale scritto destroverso, caratteristica anche degli altri sigilli di Muršili II, un'altra sinistroversa, che Beran ed Hawkins ritengono appartenere a Muršili III.
L'insieme di queste circostanze porta la maggior parte degli studiosi a ritenere che Danuhepa sia stata effettivamente la consorte di Mursili II negli ultimi anni del suo regno, sia rimasta Regina Regnante per l'intero regno di Muwatalli II (a cui infatti non troviamo associato alcun altro sigillo di regina), e addirittura per quello di Urhi-Teshub/Mursili III, per un totale di oltre un trentennio (1300 ca-1265).
Ciò che sappiamo con certezza è che verso la fine del proprio regno, verosimilmente subito prima della battaglia di Kadesh (1274 a.C.), Muwatalli II pose la Regina sotto processo per atti profanatori; al di là dell'accusa formale, gli studiosi ritengono che la disputa sia stata legata a cause di successione al trono. 
Muwatalli II infatti avrebbe temuto che Danuhepa stesse tramando per avvantaggiare i propri figli (che logica vuole, stante la sua condizione di Regina, potessero essere solo del defunto re Muršili II e perciò di primo rango e potenziali pretendenti alla corona) rispetto all'erede che egli aveva designato, Urhi-Teshub/Muršili III, figlio che Muwatalli aveva avuto da una sposa secondaria o da una concubina e quindi in ogni caso di Secondo Rango.
Questa convincente lettura dell'episodio, avvalora l'ipotesi che Danuhepa fosse effettivamente la sposa di Mursili II negli ultimi anni di vita del Re, eliminando quasi completamente invece la possibilità di una Danuhepa sposata a Muwatalli e da questi poi processata.

## Un processo strumentale
La Regina, all'esito del processo, fu ritenuta colpevole ed allontanata da corte.
E tuttavia, circostanza straordinaria, pochi anni dopo la ritroviamo di nuovo in carica, sotto Urhi-Teshub/Mursili III, che evidentemente la richiamò a corte in uno dei primi atti del suo breve regno (1272-1265), visto che ci sono giunti, caso unico, sigilli con associati al nome della Regina entrambi i nomi 
del Re (Mursili III/Urhi Teshub).
Il rapporto tra di loro deve essere stato particolarmente forte vista l'eccezionalità della decisione.
È particolarmente significativo come sia Mursili III che il suo successore Hattušili IIIabbiano sentito la necessità di lasciare orazioni agli dei e resoconti sull'episodio del processo a Danuhepa, testi nei quali invocano di non essere ritenuti responsabili per il trattamento ricevuto dalla Regina ed avvalorando così l'ipotesi di un processo intentato da Muwatalli per motivi unicamente strumentali. E di un esito probabilmente cruento, almeno verso l'entourage di Danuhepa, in particolare un figlio.
La ridotta scuola di pensiero che vorrebbe Danuhepa moglie e non matrigna di Muwatalli, guidata da Singer, ipotizza anche che il figlio con lei processato fosse il principe Kurunta, la cui madre secondo la visione più condivisa dal mondo accademico è invece ritenuta una ignota concubina. In tal caso il figlio di Danuhepa, cioè Kurunta, sarebbe scampato alla morte ed avrebbe recitato un ruolo da protagonista per oltre mezzo secolo della storia ittita. Ma è oggettivamente poco credibile che Muwatalli avesse processato e bandito quello che in tal caso sarebbe stato il suo unico figlio di Primo Rango; assai più logico che questi fosse un fratellastro concepito da suo padre Mursili II in età avanzata con Danuhepa, la sua ultima moglie.
Dall'archivio di Nişantepe ci sono giunti anche due sigilli con il nome "Danuhepa" associato ad un quarto sovrano, la cui identità ci è sconosciuta; la circostanza, essendo ben nota la Lista dei Re Ittiti, alimenta molteplici ipotesi e dubbi, al momento senza soluzione.
Alla ascesa al trono di Hattušili III (1265) dopo la guerra civile Ittita, il ruolo di Regina Regnante passò alla di lui consorte Puduhepa, che succedette dunque in questa carica a Danuhepa, del cui destino finale non abbiamo notizia.